# Papa A.P.
Papa A.P. (* 6. Januar 1981 in Chalatenango  in El Salvador) ist ein kanadischer Reggaetonsänger und Produzent.

## Leben und Wirken
Geboren wurde er in einem kleinen Dorf in El Salvador und über die Vereinigten Staaten kam er schließlich nach Kanada. Mit zehn Jahren begann er mit dem Singen und 1998 erregte er zum ersten Mal Aufmerksamkeit mit einem Titel auf einem Compilation-Album.
Einen internationalen Hit landete er im Sommer 2005 mit einer Coverversion des Hits Gasolina, das ursprünglich von dem Puerto-Ricaner Daddy Yankee stammt. Mit seiner Interpretation war er insbesondere in Frankreich erfolgreicher als das Original.
Auch sein Titel Entre tú y yo ist eine Coverversion – das Original stammt vom Puerto-Ricaner Don Omar.
Das Debütalbum von Papa A.P. erschien im Sommer 2005 unter dem Titel Assesina.
Sein Name entspricht der französischen Aussprache von „Papa Happy“.

## Diskografie

### Alben
- 2005: Assesina

### Singles
- 2005: Gasolina
- 2005: Entre tú y yo (Entre toi et moi) (feat. Linda)